# Paweł Słowiok
Paweł Słowiok (* 31. März 1992 in Cieszyn) ist ein ehemaliger polnischer Nordischer Kombinierer.

## Werdegang
Sein internationales Debüt gab Słowiok im Dezember 2007 bei zwei FIS-Wettbewerben in Seefeld in Tirol. Vier Wochen später startete der Pole erstmals im B-Weltcup der Nordischen Kombination. In den ersten beiden Wettbewerben in Chaux-Neuve blieb er ohne Punktgewinne. Bei den folgenden Junioren-Weltmeisterschaften 2008 in Zakopane belegte er Rang 46 im Gundersen-Einzel, bevor er mit der Mannschaft Elfter wurde. Zum Abschluss kam er im Sprint auf den 34. Platz. In den Winter 2008/09 startete Słowiok im Alpencup. Im Januar erhielt er erneut einen Startplatz im B-Weltcup, der zwischenzeitlich Continental Cup hieß. In Eisenerz blieb er erneut ohne Erfolg.
Zwei Wochen später stand er als Zweiter von Schonach im Schwarzwald erstmals auf einem Alpencup-Podium. Daraufhin reiste er sieben Tage später zum Continental Cup nach Kranj und gewann dort erstmals als 21. Continental-Cup-Punkte. In Štrbské Pleso blieb er bei den Junioren-Weltmeisterschaften 2009 erneut ohne eine Medaille. Beim Europäischen Olympischen Winter-Jugendfestival 2009, bei dem die Kombinationswettbewerbe in Szczyrk stattfanden, gewann er im Sprint sowie mit der Mannschaft jeweils die Silbermedaille. Dazwischen sicherte er sich zudem die Goldmedaille im Gundersen-Einzel. Am 15. März 2009 gab er zum Ende der Wintersaison 2008/09 in Vikersund sein Debüt im Skisprung-Weltcup. Als 56. scheiterte er jedoch bereits in der Qualifikation.
Im Sommer 2009 startete Słowiok im Rahmen des Grand Prix der Nordischen Kombination. Dabei erreichte er in Hinterzarten, Oberstdorf sowie im Val di Fiemme die Punkteränge. Nach nur drei Starts brach er den Grand Prix ab und beendete seine erste Grand-Prix-Saison als 33. der Gesamtwertung. Den Rest des Sommers verblieb er im Alpencup, wo ihm im Sprint von Oberstdorf erneut ein Podestplatz gelang.
In den Winter 2009/10 startete Słowiok mit einem festen Startplatz im Weltcup, musste aber, nachdem er in Ramsau am Dachstein und auch in Oberhof ohne Erfolg blieb, wieder zurück in den Alpencup wechseln. In den kommenden zwei Jahren wechselte Słowiok regelmäßig auch in den Continental Cup oder bestritt einzelne Weltcups, bei denen er jedoch auch weiterhin keine Punkte erreichte. Beim Continental Cup in Szczyrk im Februar 2011 gelang ihm erstmals im Continentalcup eine Platzierung unter den besten zehn.
Bei den folgenden Nordischen Skiweltmeisterschaften 2011 in Oslo belegte er im Gundersen von der Normalschanze Rang 48 und von der Großschanze Rang 42.
Zur Saison 2012/13 wechselte Słowiok nach weiter aufsteigender Form fest vom Alpencup in den Continental Cup. Bereits in den ersten Wettbewerben der Saison landete er innerhalb der Punkteränge und konnte sich auch weiterhin stetig verbessern. Bei der Winter-Universiade 2013 in Predazzo gewann er nach Platz 17 im Einzel die Bronzemedaille im Massenstart sowie kurz darauf Gold mit der Mannschaft.
Daraufhin bekam Słowiok einen Startplatz im Weltcup. In Tschaikowski gewann er als 22. seine ersten neun Weltcup-Punkte. Es blieben jedoch seine einzigen in der Saison 2013/14, die er als 72. der Weltcup-Gesamtwertung beendete. In der Folge blieb er bei seinen Starts im Weltcup ohne Erfolg und verpasste jeweils die Punkteränge, teilweise sogar deutlich. Lediglich bei seinen Starts im Continental Cup landete er bei fast allen Rennen auf einem Punkterang.
Słowiok beendete seine Karriere zum Saisonende 2018/19.

## Erfolge

### Weltcup-Platzierungen
| Saison  | Platz | Punkte |
| ------- | ----- | ------ |
| 2013/14 | 72.   | 009    |
| 2016/17 | 50.   | 028    |
| 2017/18 | 50.   | 025    |
| 2018/19 | 53.   | 030    |

### Continental-Cup-Platzierungen
| Saison  | Platz | Punkte |
| ------- | ----- | ------ |
| 2011/12 | 73.   | 038    |
| 2012/13 | 41.   | 103    |
| 2013/14 | 55.   | 038    |
| 2014/15 | 74.   | 020    |
| 2015/16 | 56.   | 062    |
| 2016/17 | 44.   | 061    |
| 2017/18 | 35.   | 125    |

### Grand-Prix-Platzierungen
| Saison | Platz | Punkte |
| ------ | ----- | ------ |
| 2009   | 33.   | 017    |
| 2010   | 44.   | 003    |
| 2013   | 34.   | 010    |
| 2014   | 45.   | 002    |
| 2015   | 40.   | 005    |
| 2016   | 21.   | 039    |
| 2017   | 58.   | 005    |
| 2018   | 34.   | 033    |